# Operation Red Sea
Operation Red Sea (chino: 红海行动) es una película china de acción y guerra dirigida por Dante Lam y protagonizada por Zhang Yi, Huang Jingyu, Hai Qing, Du Jiang y Prince Mak. La película está vagamente basada en la evacuación del 225 extranjeros y casi 600 ciudadanos chinos del puerto de Adén, en el sur de Yemen, durante la guerra civil que todavía vive ese país.
Fue la película principal presentada a las audiencias como regalo para el 90.º aniversario de la fundación del Ejército Popular de Liberación de China, así como el 19.º Congreso Nacional del Partido Comunista de China. La película se promocionó como la "primera película naval moderna de China".

## Sinopsis
Mientras está de servicio y recorriendo las aguas del Mar Rojo, la flota de patrulla de la Armada de China recibe una llamada de socorro de que piratas somalíes están subiendo a un buque de carga llamado Guangdong y poniendo en peligro a los pasajeros y marineros chinos a bordo. Inmediatamente despliegan el Equipo de Asalto Jiaolong de 8 personas del Cuerpo de Marines como su unidad de avanzada para tratar de frenar el avance de los piratas hasta que los buques de guerra fuertemente armados puedan llegar a la escena. Con la ayuda de un helicóptero de avanzada y un francotirador enviado como parte del equipo de asalto, logran avances significativos para neutralizar la situación y logran eliminar a todos los piratas somalíes a bordo mientras esperan a la principal flota china de servicio en el Mar Rojo. Durante las operaciones, el líder pirata intenta escapar y, aunque finalmente fue capturado, su francotirador principal recibe una lesión en la columna vertebral paralizante por disparos durante la persecución y debe ser reemplazado. El equipo de asalto es elogiado por su éxito una vez que llega la flota principal.
Más tarde, cuando la situación de la guerra civil en la nación de Yewaire en la Península arábiga se vuelve inestable, se dan órdenes para evacuar al personal y trabajadores chinos locales del país. Dados los disturbios y las amenazas de los rebeldes y los grupos terroristas locales, al equipo de asalto de Jiaolong se le asigna la tarea de evacuar a los ciudadanos chinos a un lugar seguro a bordo de los principales buques navales chinos en el puerto temporal de la zona. Mientras tanto, un periodista chino-francés que trabaja en la zona recibe noticias de que la organización terrorista local, Zaka, está preparada para impedir la cooperación local con los chinos por todos los medios militares y terroristas disponibles. El escuadrón Jiaolong se las arregla para salvar a los civiles chinos atrapados en la zona de guerra y las fuerzas de gendarmería del PAP que protegen al embajador justo en un momento, mientras también salvan a un árabe obligado a participar como un coche bomba.
También se descubre que los terroristas tienen planes de convertir materiales de torta amarilla en armas en una bomba sucia. El equipo de asalto delantero de ocho personas recibe un apoyo muy deficiente por parte del gobierno local, que está en crisis. También deben reubicar a los civiles de Yewaire que trabajan allí a un área de despliegue segura a 75 millas de distancia utilizando solo un convoy de jeep para el transporte.
El convoy es emboscado por terroristas y sufre pérdidas significativas de un francotirador entrenado llamado Taha y ataques de mortero. Todos los civiles marroquíes y las tropas del gobierno local mueren, excepto el periodista. Zaka utiliza a un ciudadano chino secuestrado como moneda de cambio para que la armada china libere al presidente yewairiano y decapite a otro rehén como ejemplo. Jiaolong y el periodista rastrean al rehén (primera prioridad de la misión) a un bastión terrorista con 150 militantes, el líder local Sayyid y armado con artillería mecanizada y tanques. El equipo de asalto avanza con un plan arriesgado que implica intercambiar encubiertamente al rehén chino y al periodista. Aunque el plan inicial va bien al principio, el plan fracasa cuando el jeep que usa el equipo se pincha y llama la atención, sin otra opción, los comandos de Jiaolong se ven obligados a revelarse y luchar contra las hordas de terroristas en el complejo. Finalmente, los comandos de Jiaolong se separan con un equipo que escapa en un jeep, otro en un tanque y otro que intenta escapar por otra salida. El francotirador enemigo Taha reaparece antes; el francotirador Jiaolong de reemplazo y su observador pueden eliminarlo. La operación finalmente logra evacuar a todos los rehenes, pero dos miembros de Jiaolong mueren en acción durante el caos y otros dos resultan gravemente heridos.
Los cuatro miembros restantes luego se disfrazaron en el sitio de intercambio de torta amarilla entre los terroristas y el grupo rebelde. Zaka apuñala por la espalda a los rebeldes, y en el caos los agentes chinos logran acorralar a Sayyid, quien se suicida. Jiaolong recupera la receta de la bomba sucia y captura el avión de carga que lleva el pastel amarillo. De vuelta a bordo de la flota china, los soldados caídos son honrados por su valentía bajo el fuego. Antes de los créditos finales, 5 buques navales chinos interceptan a 3 buques de la Armada de los EE. UU. Advirtiéndoles que han entrado en aguas chinas y deben partir de inmediato.

## Reparto
- Zhang Yi como Yang Rui, dirigente de equipo.
- Huang Jingyu como Gu Shun.(Es un yazi jianrenlinbingka biss)
- Du Jiang como Xu Hong.
- Hai Qing como Xia Nan, francés-periodista chino.
- Wang Yutian como Zhang Tiande ("Rocky").
- Jiang Luxia como Tong Li.
- Yin Colmillo como Li Dong.
- Henry Prince Mak como Zhuang Yu.
- Guo Jiahao como Lu Chen.
- Huang Fenfen como Deng Mei.
- Michelle Bai como un empleado la corporación Greenvile Energy.
- Zhang Hanyu como Gao Yun.
- Jacky Cai como Piloto de Dron PLA.
- Wang Qiang como Commissar de flota.
- Simon Yam como Albert.
- Wang Yanlin como Luo Xing.
- Sanâa Alaoui como Ena.
- Khalid Benchagra como Dr. William Parsons.
- Ayoub Layoussifi como  Abu.
- Hassane Guannouni como Sayyif.
- Mezouari Houssam como Taha.

## Producción
La fotografía principal comenzó a mediados de febrero de 2017 en Marruecos y empleó 400 marroquíes y 300 chinos como parte del equipo de producción.

## Música
Elliot Leung compuso la música de Operation Red Sea, y un álbum digital que consta de 22 pistas fue lanzado dos semanas antes de la premier china el 2 de febrero. Una edición limitada fue entregada solo a quienes fueron invitados a la premier de la película.

## Recepción
Operation Red Sea ha recibido reseñas positivas de parte de la crítica y de la audiencia. En Rotten Tomatoes, la película posee una aprobación de 75%, basada en 8 reseñas, con una calificación de 8.0/10, mientras que de parte de la audiencia tiene una aprobación de 70%, basada en 357 votos, con una calificación de 3.9/5.
En el sitio IMDb los usuarios le han dado una calificación de 6.9/10, sobre la base de 3353 votos. En la página FilmAffinity tiene una calificación de 6.1/10, basada en 181 votos.